# Associations chrétiennes des travailleurs italiens
Les Associations chrétiennes des travailleurs italiens ou ACLI (en italien Associazioni Cristiane Lavoratori Italiani), est une structure associative italienne.   

## Historique
Le mouvement est créé en durant l’été 1944 par l'ancien député du PPI et syndicaliste Achille Grandi, avec le soutien du pape Pie XII, afin de réunir les travailleurs catholiques selon la doctrine du catholicisme social. Les ACLI doivent ainsi concurrencer l'influence de la CGIL sans remettre en cause l'unité syndicale et deviennent un relais important de la Démocratie chrétienne italienne dont de nombreux cadres sont issus de ce mouvement.   
En 1947, les ACLI comptaient 500 000 membres, dans toutes les provinces italiennes. En 1971, elles réunissent 620 000 adhérents et représenteraient plus de deux millions d'électeurs en Italie.   
Le Vatican dispose d'une influence importante sur les domaines spirituels mais aussi politiques mais à la fin des années 1960, les ACLI commencent à s'affranchir de la hiérarchie catholique et affirment des positions progressistes. Ainsi, le congrès de Turin de 1969 marque la fin du "collatéralisme " c'est-à-dire la coupure du lien avec la DC et l'affirmation de la liberté de choix politique pour les adhérents, et lors du congrès de Vallombrosa, en 1970, les associations défendent des positions sociales avancées parfois en désaccord avec la position du Vatican. L'ancien président, Livio Labor, fonde alors le Mouvement populaire des travailleurs afin de réunir les chrétiens de gauche et les évêques puis le pape leur refusent le droit de se prévaloir d'être une association de fidèles, provoquant deux scissions successives sur la droite du mouvement et le départ supposé d'environ deux cent mille membres.    
Opposé à l'interclassisme de la DC, le mouvement se retrouve partagé entre l'aile droite (23 % des délégués au conseil national de 1972) qui cherchent à maintenir les liens avec les courants de gauche de la démocratie chrétienne, et l'aile gauche des ACLI (16 %) proche du Manifesto.   
Dans un contexte de forte émigration des Italiens en Europe de l'Ouest, les ACLI se développent également à l'étranger. En 1949, les ACLI s'installent en France après un accord avec la CFTC et créent au début des années 1960 des associations culturelles, alors que les milieux communistes créent en 1959 l’Amicale franco-italienne (AFI).   
En 2012, les ACLI regroupent 997 000 membres en Italie et à l'étranger.   

## Présidents
- 1944-1945 : Achille Grandi
- 1945-1954 : Ferdinando Storchi
- 1954-1960 : Dino Penazzato
- 1960-1961 : Ugo Piazzi
- 1961-1969 : Livio Labor
- 1969-1972 : Emilio Gabaglio
- 1972-1976 : Marino Carboni
- 1976-1987 : Domenico Rosati
- 1987-1994 : Giovanni Bianchi
- 1994-1998 : Franco Passuello
- 1998-2006 : Luigi Bobba
- 2006-2012 : Andrea Olivero
- 2013-2016 : Gianni Bottalico[8]
- 2016-2021 : Roberto Rossini
- Depuis 2021 :Emiliano Manfredonia[9]